# Михеева, Юлия Валентиновна
Ю́лия Валенти́новна Михе́ева (род. 15 сентября 1974, Геленджик, Краснодарский край, РСФСР, СССР) — актриса Театра музыки и поэзии Елены Камбуровой, художник, поэт, автор-исполнитель.

## Биография
В 1990 году, в возрасте неполных 16 лет, стала самой юной участницей Всероссийского фестиваля авторской песни имени Валерия Грушина и получила приз «Надежда», спустя год стала лауреатом этого фестиваля. В 1993 году окончила Челябинское художественное училище по специальности дизайнер интерьера.  В 1992—2000 годах работала художником-постановщиком и актрисой челябинского театра «Манекен». Выступала в постановках: «Опасные связи», «Я тебя съем», «Хоббит», «Метель», «Ромео и Джульетта», «Дон Жуан», «Долгое Счастливое Рождество». Во время гастролей актрисы и певицы Елены Камбуровой в Челябинске передала ей кассету со своими песнями. В 2003 году была приглашена в Театр Музыки и поэзии Елены Камбуровой.  
В 2005 году в рамках серии «Андрей Макаревич представляет» выпустила альбом «Яблочки». Продюсером выступил Александр Кутиков.  
В 2018 году стала лауреатом премии «Золотая маска» в номинации «Куклы/Работа художника» за работу в спектакле Костромского театра кукол «Снегурочка».  
В конце 2019 года в Театре музыки и поэзии Елены Камбуровой состоялась премьера спектакля «Солнце на верёвочке», где Юлия Михеева выступила в качестве режиссёра-постановщика, автора текста, художника, а также исполнительницы одной из ролей.   
Приняла участие в создании более 40 спектаклей в театрах России. Лауреат фестивалей: Ильменского (1989, 1991), Всероссийского конкурса «Поют артисты России» (1999), фестиваля актёрской песни имени Андрея Миронова.